# Carolina Parsons
Carolina Osvalda Parsons Bobadilla (Santiago, 3 de enero de 1978) es una modelo y empresaria chilena.

## Familia
Carolina Parsons Bobadilla, nació en Santiago de Chile el 3 de enero de 1978. Es parte de una reconocida familia en Chile. Carolina es la menor de tres hermanas: Rosa, la mayor, es reconocida modelo y empresaria. Rosa es madre de la actriz Lorenza Izzo, radicada en Los Ángeles ("Feed the beast", AMC 2016, "Knock Knock" 2015) y de Clara Lyon quien ya ha sido portada de publicaciones nacionales como ‘’Hola’’,. Ema Parsons la hermana del medio, quien ha sido portada de publicaciones  YA y Hola junto a sus hermanas, es madre de Valentina Parsons, quien es periodista.

## Carrera
Empresaria

## Televisión
En los años 2006 y 2007 Carolina, junto a sus hermanas, produjo y condujo el programa de búsqueda de modelos Scouting Parsons.
En 2010, Carolina estuvo a cargo de la conducción del matinal Mucho gusto junto a José Miguel Viñuela, durante un mes por otros compromisos laborales de la conductora oficial Javiera Contador. También realizó notas de moda en el espacio.

## Actuación
Tuvo una pequeña participación en la comedia americana Get Well Soon, junto a Vincent Gallo y Courteney Cox, en 2001. Su segunda incursión como actriz fue en 2014, como protagonista de Blood Sugar Baby. Fue la protagonista de una película chilena grabada en inglés y para la que debió recurrir a los consejos de sus compañeros de elenco Aurelien Wiik y Andrés Gómez.

## Causas filantrópicas
Carolina comenzó a colaborar con causas de beneficencia el año 2007, cuando invitó a Chile a la Duquesa de York Sarah Ferguson , a quien llevó al hogar de menores Santa Clara, que recibe a niños huérfanos afectados por el virus VIH/Sida, haciendo público el precario pasar de este hogar, e invitando a que otras figuras públicas y de la televisión apoyen esta causa.
Desde el año 2013, colabora con AmfAR para recaudar fondos destinados a encontrar una cura al sida. Y desde 2014, colabora con la Fundación Leonardo Dicaprio que se enfoca en salvar especies en vías de extinción y a frenar los avances del calentamiento global ocasionado mayormente por la industria. Carolina está principalmente enfocada en la zona patagónica chilena del río Puelo, revelando a la luz pública que la hidroeléctrica Mediterránea planea y está en vías de aprovechar económicamente las abundantes aguas de la zona.
Carolina vive en la ciudad de Nueva York y permuta entre París y Santiago de Chile.